# Geleitzug RA 52
Der Geleitzug RA 52 war ein alliierter Nordmeergeleitzug, der im Januar 1943 im sowjetischen Murmansk zusammengestellt wurde und weitestgehend ohne Ladung ins schottische Loch Ewe fuhr. Die Alliierten verloren durch deutsche U-Bootangriffe einen Frachter mit 7460 BRT.

## Zusammensetzung und Sicherung

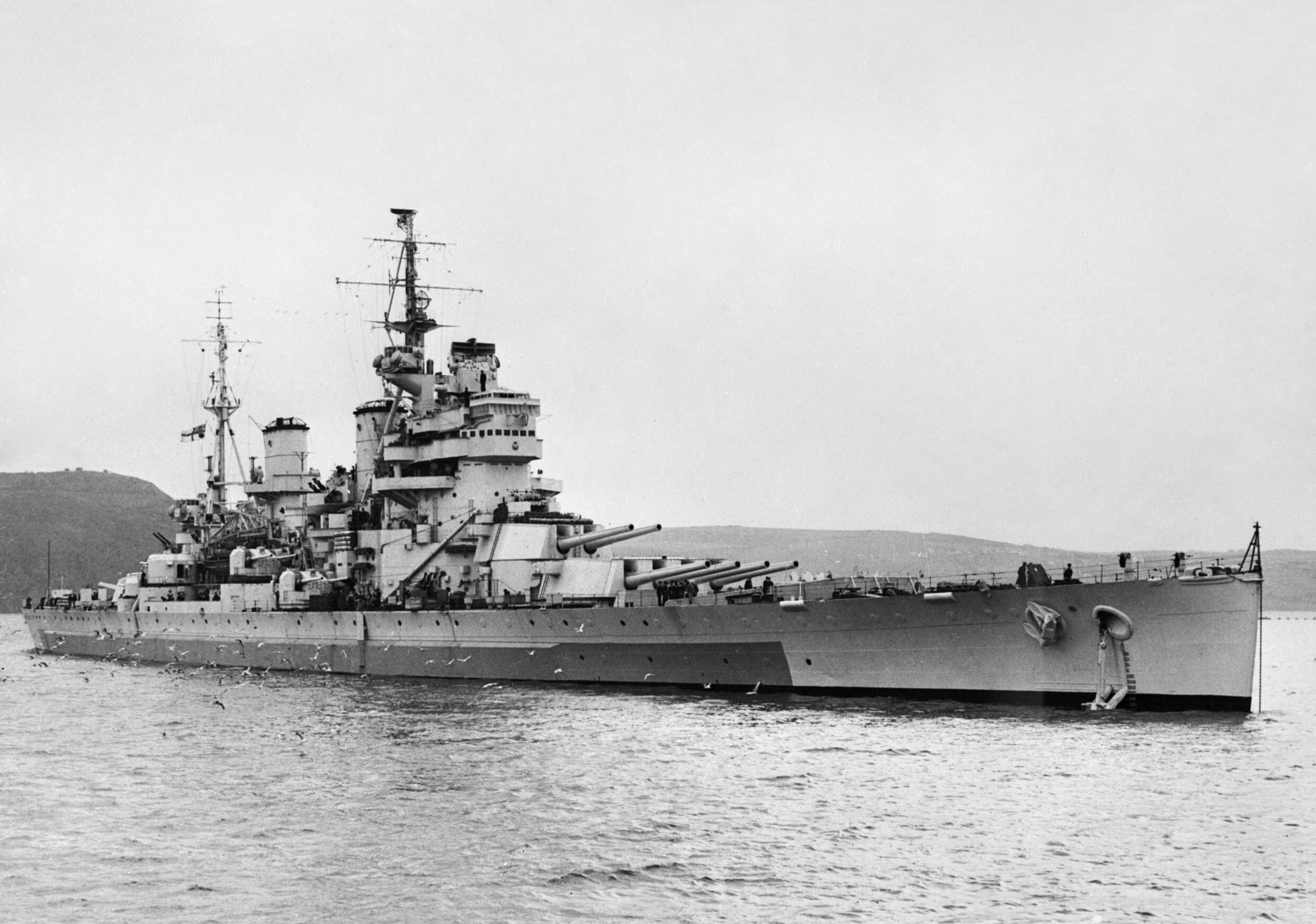
Die Anson war Teil der Fernsicherungsgruppe

Der Geleitzug RA 52 setzte sich aus zehn Frachtschiffen zusammen. Am 29. Januar 1943 verließen sie die Murmansk vorgelagerte Kola-Bucht (Lage) in Richtung Großbritannien. Kommodore des Konvois war Captain R. A. Melhuish, der sich auf der Daldorch eingeschifft hatte. Die Nahsicherung während der längsten Zeit übernahm die Ocean Escort mit den britischen Zerstörern Onslaught, Beagle, Bulldog, Forester, Icarus, Matchless, Musketeer, Offa, Onslow, dem polnischen Zerstörer Piorun, den britischen Korvetten Honeysuckle, Hyderabad, Rhododendron und Oxlip, den britischen Minensuchern Harrier und Seagull und den britischen U-Jagd-Trawlern Lady Madeleine, Northern Gem, Northern Wave und Vizalma. Vom 30. Januar bis 2. Februar standen zusätzlich die britischen Kreuzer Bermuda, Glasgow und Kent am Konvoi. Zusätzlich unterstützte eine britische Fernsicherungsgruppe den Konvoi, bestehend aus dem Schlachtschiff Anson, dem Kreuzer Sheffield und den Zerstörern Inglefield, Oribi, Obedient und Orkan.
| Name          | Typ      | Flagge                 | Vermessung in BRT | Verbleib                                  |
| ------------- | -------- | ---------------------- | ----------------- | ----------------------------------------- |
| Beauregard    | Frachter | Vereinigte Staaten     | 5976              |                                           |
| Briarwood     | Frachter | Vereinigtes Königreich | 4019              |                                           |
| Daldorch      | Frachter | Vereinigtes Königreich | 5571              |                                           |
| Dynastic      | Frachter | Vereinigte Staaten     | 5773              |                                           |
| El Almirante  | Frachter | Panama                 | 5248              |                                           |
| El Oceano     | Frachter | Panama                 | 6767              |                                           |
| Empire Meteor | Frachter | Vereinigtes Königreich | 7457              |                                           |
| Gateway City  | Frachter | Vereinigte Staaten     | 5432              |                                           |
| Greylock      | Frachter | Vereinigte Staaten     | 7460              | am 3. Februar durch U 255 versenkt (Lage) |
| Wind Rush     | Frachter | Vereinigte Staaten     | 5586              |                                           |

## Verlauf
Nachdem der Geleitzug am 1. Februar 1943 von U 625 gesichtet und gemeldet wurde, griff es ohne Erfolg an. Am 3. Februar kam U 255 an den Konvoi heran und versenkte den Frachter Greylock (7460 BRT). Am 9. Februar erreichte der Geleitzug das schottische Loch Ewe (Lage).